# Florian Jenni
Florian Jenni (ur. 24 marca 1980 w Lieli) – szwajcarski szachista, arcymistrz od 2002 roku.

## Kariera szachowa
Od roku 2000 jest podstawowym zawodnikiem reprezentacji Szwajcarii. Do 2006 roku czterokrotnie uczestniczył w szachowych olimpiadach oraz trzykrotnie w drużynowych mistrzostwach Europy, zdobywając w roku 2005 w Göteborgu złoty medal za indywidualny wynik na IV szachownicy. Jest dwukrotnym indywidualnym mistrzem Szwajcarii (2003, 2006).
W roku 2001 zwyciężył w otwartym turnieju w Bernie oraz podzielił I miejsce w (wraz z Leonidem Kritzem) w Zug. W 2002 triumfował w Lenk, w finale turnieju pokonując Lothara Vogta. Sukces ten powtórzył dwa lata później, dzieląc wraz z Josepha Gallagherem I-II miejsce. W 2005 zwyciężył w kolejnym turnieju open w Winterthur.
Najwyższy ranking w dotychczasowej karierze osiągnął 1 kwietnia 2008 r., z wynikiem 2550 punktów zajmował wówczas 3. miejsce wśród szwajcarskich szachistów.